# Amalric Walter

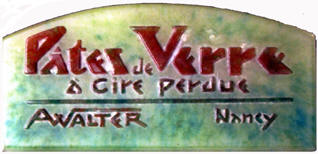
Werbetafel aus Pâte de verre von Amalric Walter
um 1920, 15 cm × 8 cm

Victor Amalric Walter (* 19. Mai 1870 in Sèvres, Frankreich; † 9. November 1959 in Lury-sur-Arnon, Frankreich) war ein französischer Keramiker und Glasmacher, der vor allem mit seiner Glaskunst aus Pâte de verre bekannt wurde.

## Leben

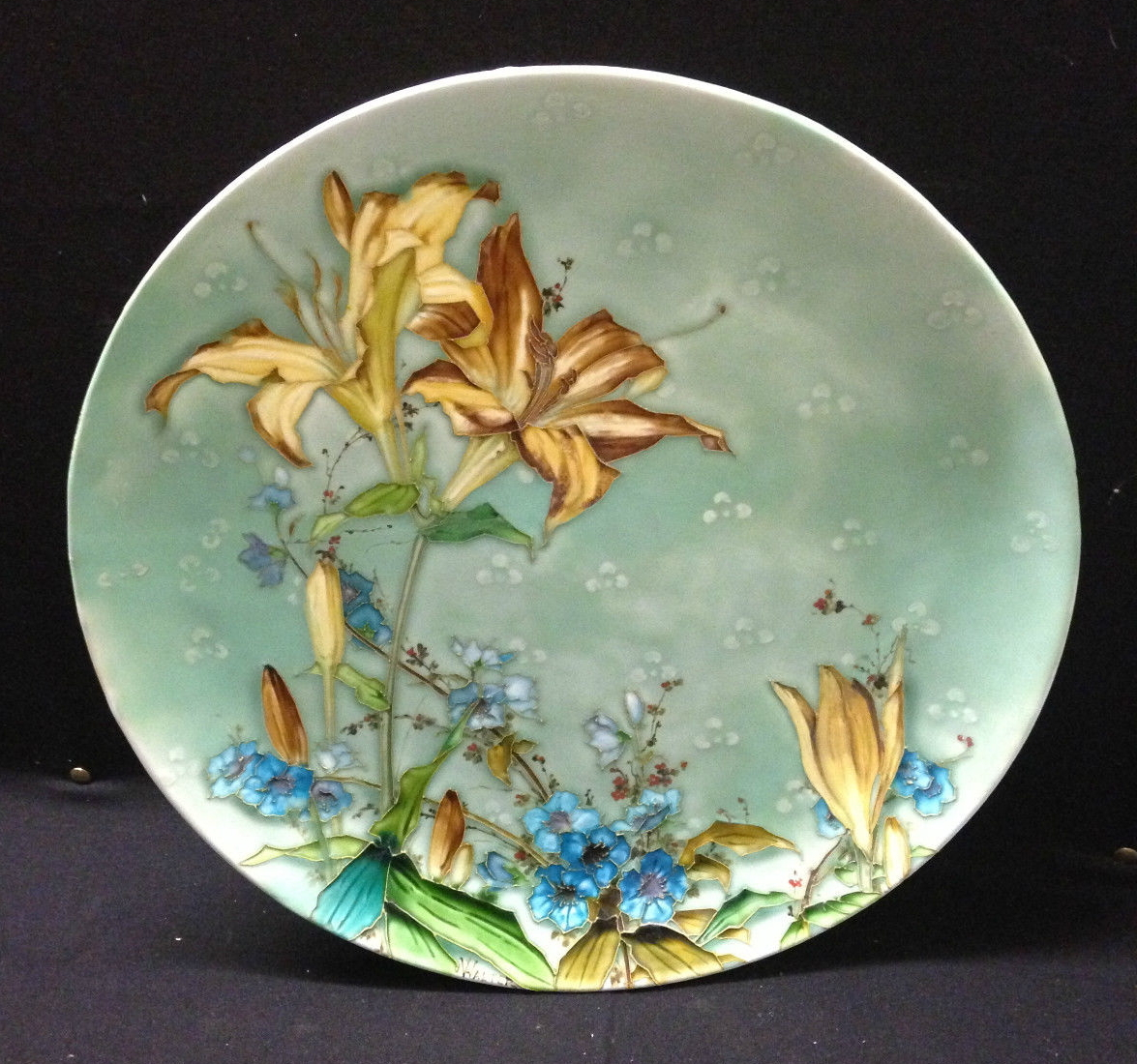
Steingutplatte, ca. 1900, Durchmesser 29,5 cm
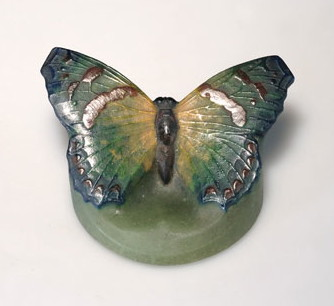
Presse-papier "petit mars changeant", ca. 1925, 8 cm × 8 xm × 5 cm
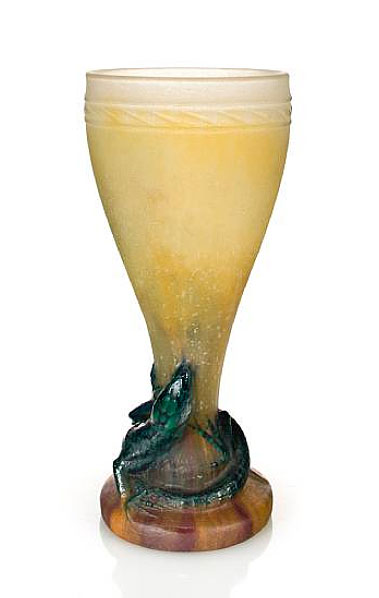
Vase mit Eidechse
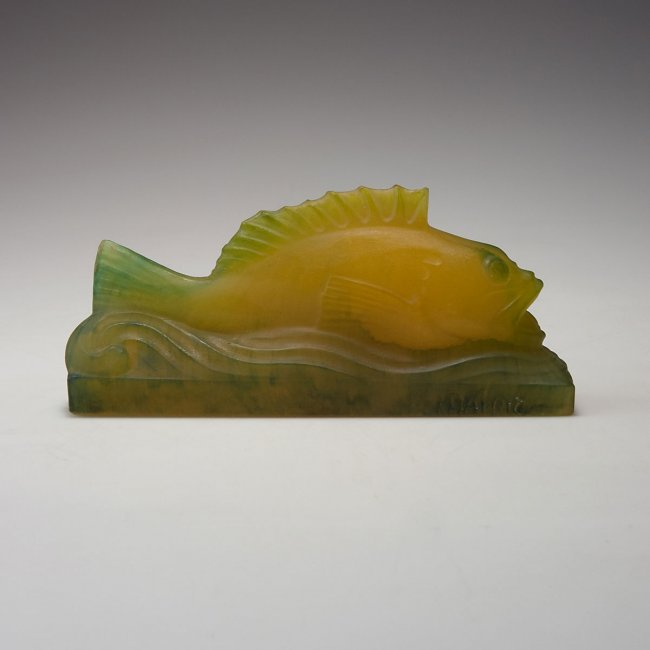
Goldfisch

### Frühe Jahre
Amalric Walters  Vater Adolphe Joseph und Großvater Francesco waren bereits in der Porzellanproduktion von Sèvres beschäftigt. Ab 1885 erhielt Walter eine vierjährige Ausbildung im Werk der Manufacture nationale de Sèvres, wo er die Herstellungsmethoden von Modellen und Formen sowie Mal- und Emailliertechniken erlernte. Nach seinem Militärdienst, den er von 1892 bis 1893 ableistete, arbeitete er zusammen mit Félix-Optat Milet (1838–1911) als Dekorateur für die verzierende Ausgestaltung von Keramikvasen in einer Werkstatt in der Rue des Binelles (Sèvres).
Walter wurde 1896 für seine Keramiken mit einer Bronzemedaille auf der National- und Kolonialausstellung in Rouen ausgezeichnet, er erhielt ein Ehrendiplom auf der Weltausstellung von Paris 1900 und gewann 1901 eine Goldmedaille auf der Exposition internationale du travail in Paris. Inspiriert von den Arbeiten Henry Cros’ experimentierte er darauf zusammen mit Gabriel Lévy, seinem ehemaligen Lehrer an der Manufacture de Sèvres, an der Zusammensetzung von Pâte de verre, deutsch Glaspaste. Ihre gemeinsame Werkstatt befand sich in der Rue des Ecoles 9 in Paris. 1903 präsentierten sie gemeinsam auf dem Salon der Société nationale des beaux-arts ihre ersten Glasstücke (die sie noch pâte d’émaux agglomérés nannten, deutsch: agglomerierte Emaillepaste), ein 30 × 50 cm großes, gerahmtes Wandbild mit dem Motiv einer Fruchtrebe (La Treille), ein mit Löwenzahn verziertes kleines Tablett, sieben Vasen sowie die Büste einer jungen Pariserin, die nach dem Vorbild von Statuen der Bildhauer  Denys Puech und Eugène Delagrange (1871–1920) entstanden waren.

### Kristallerie Daum
Antonin Daum von der Kristallerie Daum in Nancy war auf dieser Ausstellung von Walters und Lévys Werken derart beeindruckt, dass er den beiden Künstlern eine Tätigkeit in seiner Glashütte von Nancy anbot, in der er auch Leiter der Kunstabteilung war. Daum, Walter und Lévy beschlossen 1903 vertraglich eine Zusammenarbeit für zehn Jahre. Für 25.000 Franc verpflichtete sich Walter, in Daums Manufaktur die Produktion von Arbeiten aus Pâte de verre nach dem von Walter entdeckten Verfahren einzurichten und eine bestimmte Anzahl von Stücken herzustellen. 1904 begann er seine Tätigkeit bei Daum, jedoch kam es zwischen Walter und Lévy zu Unstimmigkeiten. Lévy hatte Walter vorfinanziert und wollte nicht nach Nancy ziehen, so wurde er von Daum abgefunden und zog sich im gleichen Jahr aus dem Projekt zurück.
Walter, der sich bei Daum wohlfühlte, setzte seine Produktion in Zusammenarbeit mit dem dortigen Chefdekorateur Henri Bergé (1870–1937) fort. Zwischen Walter und Bergé entwickelte sich eine lebenslange Freundschafts- und Arbeitsbeziehung. Zusammen kreierten sie hier über 100 Modelle aus Pâte de verre in den leuchtenden Farben des Jugendstils. Weitere Projekte wurden von Charles Schneider betreut. Walters Fenster mit Glasmalerei waren 1909 auf dem Daum’schen Stand auf der Exposition internationale de l’Est de la France in Nancy sowie 1910 im Pariser Musée Galliera zu sehen, wo sie als Sensation gefeiert wurden und ihm in Paris eine Goldmedaille einbrachten. Er gewann eine weitere Goldmedaille auf der Weltausstellung 1910 in Brüssel. Die Kunstpresse pries seine Kreationen. Daum vertrieb die Objekte Walters in seiner Pariser Boutique in der Rue de Paradis 32. Die Zusammenarbeit mit Daum dauerte bis 1914, als die Produktion mit Beginn des Ersten Weltkrieges eingestellt werden musste.

### Selbstständigkeit nach dem Ersten Weltkrieg
Nach seinem Kriegsdienst gründete Walter 1919 sein eigenes Atelier mit dem Namen A. Walter Nancy in der Rue Claudot von Nancy, in dem er die Herstellung von Arbeiten aus Pâte de verre mit gleicher Technik und den meisten bisher verwendeten Modellen fortsetzte. Das Verhältnis zu Antonin Daum blieb freundschaftlich. Daum war für eine weitere Zusammenarbeit Walters mit den in seiner Firma beschäftigten Künstlern offen, insbesondere Henri Bergé lieferte Walter weiterhin neue Modelle. Walters Produkte wurden in Geschäften der Luxusklasse verkauft, so zum Beispiel bei dem Pariser Éditeur d’Art (Kunstverleger) Arthur Goldscheider. Walter gehörte der von Goldscheider ins Leben gerufenen Künstlergruppe L’Evolution an, deren Arbeiten Goldscheider 1925 auf der den Begriff Art déco prägenden Ausstellung Exposition internationale des Arts Décoratifs et industriels modernes zeigte.
Mit Henri Bergé und den anderen Modelleuren kreierte er in der Zwischenkriegszeit fast 500 verschiedene Glasmodelle. Er reproduzierte Werke von Künstlern wie Alfred Finot, Jules Cayette, Joé Descomps-Cormier, Auguste Houillon, Auguste Rodin und anderen. Wegen der Komplexität der Pâte de verre-Technik war die Auflage seiner Arbeiten zahlenmäßig meist klein.

### Weltwirtschaftskrise, Zweiter Weltkrieg und Niedergang
Ausgelöst von der Weltwirtschaftskrise ging ab 1929 die Nachfrage für Amalric Walters Luxusprodukte zurück, sodass er die Produktion und das Personal reduzieren musste. Seine letzten drei Angestellten entließ er 1935; sein Atelier in der Via Claudot 20 verkaufte er an einen Goldschmied aus Nancy. Dieser Goldschmied hatte auch das Rüstzeug und die Formen der Modelle der gescheiterten Glashütte Gallé aufgekauft, zusammen mit dem noch verbliebenen Bestand an Fertigwaren und vor allem den Modellen der transparenten Vasen, deren verzierende Ausgestaltung noch nicht durchgeführt worden war. Die Dekoration dieser Vasen mit ihren klassischen Originalthemen wurde bis kurz vor dem deutschen Westfeldzug von 1940 in Walters Werkstatt vollendet.
Während der Deutschen Besetzung Frankreichs im Zweiten Weltkrieg verließ Walter Nancy und suchte bei einer Verwandten auf Château de Meysset bei Sarlat-la-Canéda Zuflucht. Er kehrte nach Kriegsende 1945 nach Nancy zurück, stellte aber keine weiteren Stücke aus Pâte de verre mehr her. Er erblindete 1954 und setzte sich, von wirtschaftlichen Problemen geplagt, in Lury-sur-Arnon bei seinem  Kindheitsfreund Albert Bidaut zur Ruhe. 1959 verstarb er hier mittellos, nur wenige Tage nach dem Unfalltod seines Freundes. Er wurde auf dem kleinen Friedhof der Gemeinde zur letzten Ruhe gelegt.

## Werk
Walters skulpturales Werk beinhaltete vor allem Elemente des Jugendstils, mit einer Vielfalt naturalistischer Motive, darunter kleine Reptilien, Frösche, Insekten und Goldfische, sowie einer Vielzahl anderer Tiere. Seine Stücke zeichneten sich durch seine markante Kontrolle des Verlaufs der Farben aus, so hatte zum Beispiel ein Salamander von Walter eine realistische und typische Fleckung. Seine oft verdichteten oder opaken Oberflächenmuster werden von Hintergründen aus weniger dichtem, lichtdurchlässigerem Glas unterstützt, die Tiefe in den mehrfarbigen Stücken erzeugen. Er produzierte ebenfalls Pâte-de-Verre-Medaillons, Wandleuchter und dekorative Wandtafeln, meist aber kleinere nützliche oder dekorative Stücke wie Aschenbecher, Nadelkästchen, Broschen oder Anhänger.
Ganz im Stil des Jugendstils und auf Wunsch von Antonin Daum produzierte er zwischen 1904 und 1914 neben seinen Glasfenstern mit Landschafts- und Wassermotiven eine ganze Reihe von Objekten, darunter auch Accessoires für Damenbekleidung. Er dekorierte die Innenräume der Villa des Automobilkonstrukteurs Marius Berliet in Lyon mit einem Kamin mit Cabochons, 1912 das Haus Losseau in belgischen Mons, ein Haus in der Sellier Straße in Nancy und andere. Er dekorierte auch Möbel wie Buffets, Bänke, Bücherregale und andere Holzarbeiten, in die er Teller aus Pâte de verre einfügte. Seine Arbeiten mit menschlichen Abbildungen waren vom Klassizismus inspiriert. In der Zwischenkriegszeit fanden seine relativ kleinen Teller und seine mit Reptilien, Insekten und Flora dekorierten Deckelschalen Zuspruch bei der Kundschaft. Nach 1925 und besonders nach 1929 veränderte er seinen Stil in Richtung des Art déco.
Vor 1914 produzierte Stücke sind mit Daum Nancy und dem Lothringerkreuz markiert. Nach 1919 signierte Walter seine Arbeiten mit AW oder A. Walter Nancy, viele Stücke tragen zusätzlich die Signatur des Designers. Die Marke oder Signatur erscheint in der Regel auf der dekorierten Oberfläche an der Seite der jeweiligen Arbeit und nicht unter dem Boden, dessen Oberfläche oft glatt und flach geschliffen ist.

## Einzelausstellungen
- Max Stewart: Erste Einzelausstellung von Amalric Walter. Broadfield House Glass Museum, Kingswinford, West Midlands, August 2006.[11]